# آبي كيلي
آبي كيلي (بالإنجليزية: Abby Kelley)‏ هي سفرجات أمريكية، ولدت في 15 يناير 1811 في بيلهام في الولايات المتحدة، وتوفيت في 14 يناير 1887 في ورسستر في الولايات المتحدة. أصبحت جامعة تبرعات، محاضرة ومنظِّمة لجنة لمصلحة الجمعية الأمريكية المناهضة للعبودية، حيث عملت عن قرب مع ويليام لويد غاريسون ومتطرفين آخرين. تزوجت من زميلها الداعي لإلغاء العبودية والمحاضر ستيفن سيموندز فوستر، وعملا معا من أجل تحقيق المساواة في الحقوق للنساء والعبيد والأمريكان الأفارقة. اختير بيتها السابق الكائن في مزرعة الحرية في وورسيستر، ماساتشوستس ليكون معلما تاريخيا وطنيا.

## النشأة
وُلدِت آبيغيل (آبي) في 15يناير، 1811 ابنًا سابعًا لـ (ونغ) و (ليديا) كيلي، مزارعان في بيلهام، ماساتشوستس. ترعرعت كيلي وهي تساعد العائلة في الزراعة في وورسيستر حيث حظيت بتربية ودودة ولكنها حازمة على طريقة جمعية الأصدقاء الدينية. كانت كيلي وأفراد عائلتها أعضاء في اجتماع جمعية الأصدقاء في مدينة أوكسبرج القريبة منهم في ولاية ماساتشوستس. بدأت تعليمها في غرفة منفردة في مدرسة سكنية في قسم تاتنوك في وورسيستر. كتبت لاحقا ابنة فوستر بأن آبي «درست في أحسن مدرسة خاصة للبنات في وورسيستر» في عام 1826، ونتيجة لعدم وجود مدرسة ثانوية للبنات في وورستر بالإضافة إلى عدم قدرة أهلها على تحمل تكاليف معهد ثانوي خاص، تابعت كيلي تعليمها في مدرسة نيو إنغلاند فريندز الداخلية في مدينة بروفيدنس في ولاية رود آيلاند. بعد سنتها الأولى، درّست كيلي لمدة سنتين لكي تستطيع توفير تكاليف إكمال تعليمها. في عام 1829، وفي سنتها الأخيرة في المدرسة، كانت قد حصلت على أعلى مكانة تعليمية من الممكن أن تأمل بتحصيلها أي امرأة من الطبقة المتوسطة من نيو إنغلاند. عادت آبي إلى منزل والديها لتُدرّس في المدارس المحلية وفي عام 1835 ساعدت والديها للانتقال إلى بيتهم الجديد في ميلبوري. ثم انتقلت في عام 1836 إلى مدينة لين في ولاية ماساتشوستس، حيث درّست في مدرسة محلية هناك. والتقت أيضا في المكان ذاته بعضا من أعضاء جمعية الأصدقاء الدينية الذين دعوا إلى أفكار الممنوعات الغذائية والامتناع عن الخمر والمسالمة ومنع العبودية. أصبحت مهتمة في نظريات سيلفستر غراهام الصحية واكتسبت اهتماما عاما في إلغاء العبودية بعد سماعها محاضرة ألقاها ويليام لويد غاريسون، محرر المطبوعة الداعية إلى إلغاء العبودية «ذي ليبريتر» أو (المحرِّر). انضمت كيلي إلى جمعية لين الأنثوية المناهضة للعبودية وانتُخبت بعد مدة قصيرة لتدير لجنة مهمتها جمع التواقيع لتقديم عرائض إلى الحكومة الفيديرالية لإنهاء العبودية في واشنطن العاصمة. نفذت كيلي مهمتها باحترافية وفي عام 1837 جمعت تواقيع ما يقارب نصف نساء مدينة لين.

## التطرف
أصبحت أفكار كيلي تميل تدريجيا نحو التطرف تزامنا مع عملها مع مؤيدي إلغاء العبودية مثل أنجلينا غريمكي. أصبحت من المساندين المتزمتين ليس لإلغاء العبودية فقط، وإنما لتحقيق المساواة المدنية الكاملة للسود أيضا. بالإضافة إلى ذلك، قادها تأثير غاريسون لتبني موضع «اللا مقاومة»، والذي ذهب أبعد من مناهضة الحرب إلى مناهضة جميع أشكال الإكراه الحكومي. المناهضون للعبودية المتطرفون الذين تزعمهم غاريسون رفضوا الخدمة في هيئات المحلفين والانضمام إلى السلك العسكري أو التصويت في الانتخابات. النداء الغاريسوني لإنهاء العبودية وامتداد حركة الحقوق المدنية وشمولها الأميركيين الأفارقة سبب جدلا. مساندة كيلي لحركة مؤيدي إلغاء العبودية المتطرفين حثت بعض خصومها على إطلاق تسمية «فاسقة» عليها، وذلك لأن ما تقدمت به يهدد مفهومهم للتركيبة الاجتماعية السليمة. من جهة أخرى، مدح الكثير من زملائها المنادين بإلغاء العبودية مهاراتها في إلقاء الخطاب وتفانيها من أجل القضية. بدا تأثير كيلي واضحا من خلال أن النساء الناشطات كُنُّ يُسمَّينَ «الآبي كيليات» تيمنا بها. وأصبحت مناهضة العبودية المتطرفة تُعرف باسم «الحركة الآبي كيلية»

## نشاطها في مناهضة العبودية
بعد الأزمة الاقتصادية التي سُميت ذُعر العام 1837، بدأت كيلي مهمة جمع العائدات من أجل جمعية لين للإناث. تبرعت بجزء ثمين من أموالها الخاصة للجمعية الأمريكية المناهضة للعبودية. بتشجيع من أنجلينا غريمكي، خدمت آبي كأول مندوب لجمعية لين للإناث إلى الاجتماع الوطني لجمعية مناهضة العبودية في نيويورك. حيث تكلمت هناك حول زيادة التمويل وشاركت في كتابة مسودة إعلان الجمعية لإلغاء العبودية. بعد المؤتمر، أصبحت كيلي منهمكة بشكل أكبر في جمعية مناهضة العبودية، حيث وزعت العرائض من أجلها، ورفعت العائدات بالإضافة إلى مشاركتها في المؤتمرات لرفع الوعي المجتمعي العام.
في عام 1838، ألقت كيلي أول خطاب عام لها على جمهور مختلط من الذكور والإناث في مؤتمر النساء المناهضات للعبودية في فيلاديلفيا. في ذلك الوقت لم تكن النساء توجه خطابها نحو هكذا نوع من الجمهور في المنتديات العامة. بالرغم من أصوات المعترضين الصاخبة، أعلنت كيلي بكل بلاغة عن مذهب إلغاء العبودية. في الأشهر اللاحقة، ثبتت نفسها كشخصية مشهورة بزيادة الخِطاب مع الحشود مختلطة الجنس، مثل الحشود التي في مؤتمر نيو إنغلاند المناهض للعبودية. كما عملت على لجنة مكونة من أعضاء من كلا الجنسين.
في أواخر عام 1838، انتقلت إلى كونيتكت لتنشر رسالة مناهضة العبودية. في عام 1839، كانت كيلي منشغلة بشكل كامل في جمعية مناهضة العبودية، وكانت ما تزال تعتنق تقاليد جمعية الأصدقاء الدينية عن طريق رفض تلقي أي عائدات مالية جراء مجهوداتها. في عام 1841، على أية حال. استقالت من جمعية الأصدقاء الدينية بعد منازعات حول عدم السماح للمتحدثين عن مناهضة العضوية بالدخول في الاجتماعات (ومنها اجتماع أوكسبرغ الشهري الذي كانت تحضره مع عائلتها)، حيث تبرأت المجموعة منها.
في السنوات اللاحقة، ساهمت كيلي في جمعية مناهضة العبودية كمحاضِرة وكجامعة تبرعات. بالرغم من أنها واجهت اعتراضات مستمرة على نشاطها العام كامرأة تعمل مع الرجال عن قرب وتقدم لهم المحاضرات العامة، إلا أنها استمرت في عملها. غالبا ما كانت تتشارك المنصة مع عبيد سابقين رغم رفض بعض الجمهور لذلك. «أنا أفرح عندما يصنفني الناس مع الذين يحتقرونهم بسبب لونهم. إذا كان ولا بد من ازدرائهم، فليُزدرى من يدعمونهم أيضا». في أكتوبر من عام 1849، كتبت كيلي إلى صديقتها ميلي تاونسيند، وأخبرتها عن العمل التي كانت تقوم به من أجل جمعية مناهضة العبودية: «نحن نعلم أن قضيتنا تتقدم بشكل ثابت».
اعترض بعض أعضاء الجمعية الذكور على الأفكار التي روج لها غاريسون وكيلي والمتطرفون الآخرون. ونتيجة لذلك، عندما انتخبت كيلي في اللجنة الوطنية لأعمال الجمعية المناهضة للعبودية، غادر الأعضاء المحافظون احتجاجا على ذلك. فانفصلت المجموعتان المناهضتان للعبودية بشكل رسمي.
تحكم مناهضو العبودية السلميون المتطرفون في الجمعية، حيث روجوا لمبدأ المساواة التامة، لكي يحققوها من دون أي مساعدة حكومية، حيث أن كل هذه المعاهد تم تمت بنايتها على عنف الحرب. في عام 1854 أصبحت كيلي جامع التبرعات الرئيس في جمعية مناهضة العبودية والوكيل المالي العام، وفي عام 1857 أخذت منصب الوكيل العام لإدارة المحاضرات والمؤتمرات وترتيب جدولها.

## الزواج والعائلة
بعد أربع سنوات من المواعدة، تزوجت كيلي من زميلها المناهض للعبودية ستيفن سيموندز فوستر في عام 1845. في عام 1847، اشترت هي وزوجها مزرعة في منطقة تاتنوك في وورسيستر، ماساتشوستس وسموها «مزرعة الحرية». أنجبت منه ابنتهما الوحيدة في عام 1847. استخدمت المزرعة كمحطة استراحة على سكك القطار التي تحت الأرض الذي استخدمها العبيد للهرب وكذلك استخدمت المزرعة كملاذ لزملائهم المُصْلِحين. استمرت كيلي بالعمل كمحاضرة وجامعة تبرعات عبر الشمال حتى عام 1850، عندما أجبرها تدهور صحتها على تقليل أسفارها. تابعت مراسلاتها الفعالة واجتماعاتها المحلية للعمل من أجل القضية. توفيت آبي كيلي فوستر في 14 يناير، 1887، قبل يوم واحد من عيد ميلادها السادس والسبعين.

## الإرث والجوائز
مزرعة الحرية في وورسيستر، ماساتشوستس، بيت آبي كيلي وستيفن سيموندز فوستر، تم اختيارها لتكون معلما تاريخيا وطنيا بسبب ارتباطها بحياتهما في العمل في مناهضة العبودية. هي مملوكة بشكل خاص وغير متاحة للزيارات.
كان (بيت آبي) ملجأ نساء افتُتِح في وورسيستر عام 1976، وسُمي تيمنا بها. في عام 2011، أدرجت رسميا في قاعة الشهرة الوطنية للمرأة.
افتتحت مدرسة آبي كيلي فوستر تشارتر العمومية، التي تعتبر من نوع K-12، عام 1998 في وورسيستر، ماساتشوستس وسُميت تيمنا بها.

## وصلات خارجية
- آبي كيلي على موقع الموسوعة البريطانية (الإنجليزية)